# Pagellus natalensis
Pagellus natalensis es una especie de peces de la familia Sparidae en el orden de los Perciformes.

## Morfología
• Los machos pueden llegar alcanzar los 30 cm de longitud total.

## Distribución geográfica
Se encuentra en las  costas occidentales del Océano Índico (desde Sudáfrica hasta Madagascar ).